# Płock

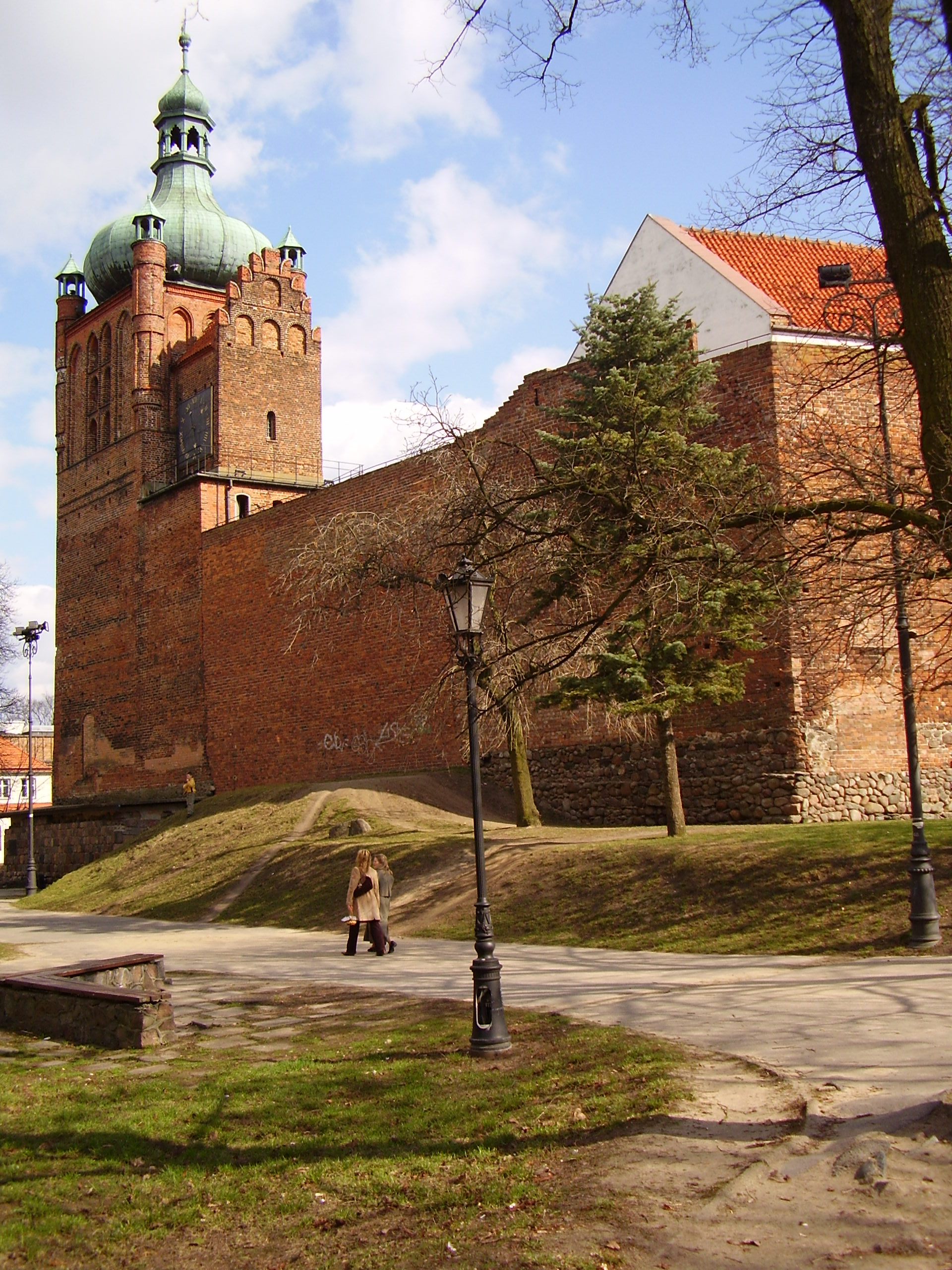
A mazóviai hercegek vára

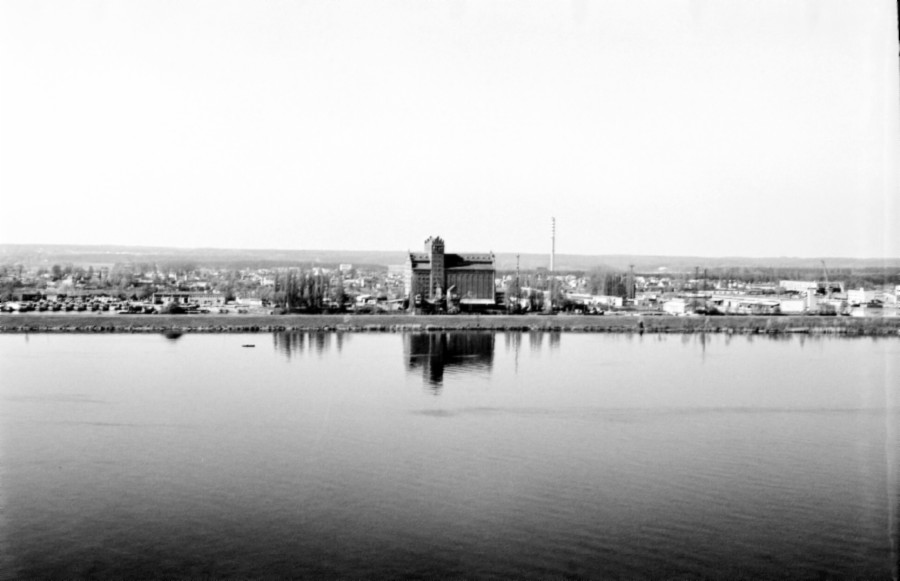
Radziwie

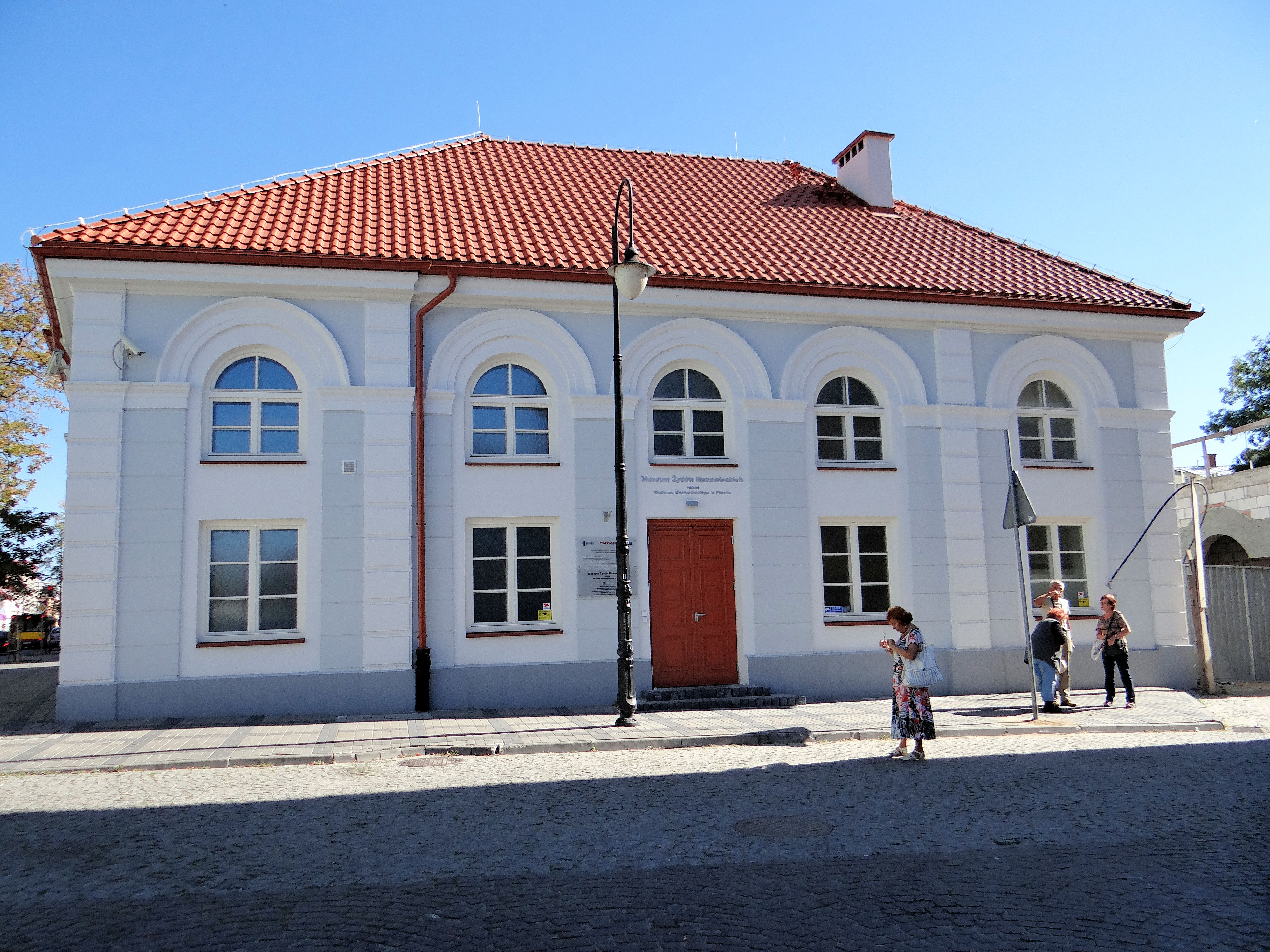
Zsinagóga

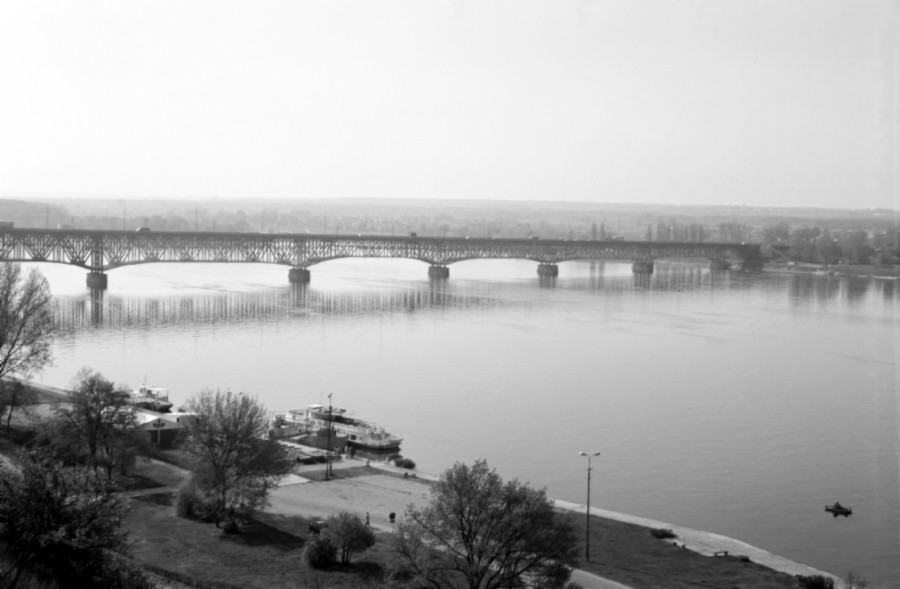
Piłsudski légiói híd

Płock (németül Plotzk, Plozk, 1939-41: Plock, 1941-45: Schröttersburg, magyarul: Palacka) város Lengyelország középső részén, a Mazóviai vajdaságban.

## Fekvése
A vásros a Visztula mentén fekszik, 738 km-re a forrástól és 319 km-re a balti-tengeri torkolattól.

## Története

### 1900-ig
A 10. századig pogány kultusz regionális központja a mai Tumski-dombon volt a település területe. Ekkor fejedelmi megerősített városka épült. 1009 körül bencéseket hívtak Płockba. Ezt követően, 1031-ben a város elpusztult az orosz Jaroszláv és Msztyiszlav Vlagyimirovics támadásában. 1037-1047 között Płock Masław, II. Mieszko vajdája önálló államának fővárosa volt. 1075-ben alapították a Mazóviai püspökséget, melyet később Płocki püspökségnek hívnak, az első püspök Marek volt. 1079–1138 között Płock volt az állam fővárosa (I. Ulászló Herman és Ferdeszájú Boleszláv uralkodása alatt).
A 11. században először jelent meg a latin nyelvű oklevelekben a "Płock" név
1130–1144 között a várhegyen Malonnei Aleksander püspök építette fel a román stílusú székesegyházat. 1138-ban meghalt Ferdeszájú Boleszláv, Płock Mazóvia fővárosa és a Mazóviai Fejedelemség székvárosa lett.
1177-ben először a városban először vertek pénzt. Három évvel később, 1180-ban a Szent Mihály-templom mellett elemi iskola nyílt, amely a középkori iskolák közül egyedülállóan ma is működik (jelenleg mint Stanisława Małachowski Általános Gimnázium).
1237-ben a város I. Mazóviai Konrádtól lengyel típusú városi jogokat kapott. Ezeket 1255-ben Mazóviai I. Siemowit megerősítette és kiterjesztette.
1262-ben a Mindaugas vezetésével támadó litván és kijevi hadsereg felégették a várost, melyet 1276-ban megismételtek. 1325-ben I. Lokietek Ulászló vezetése alatt a kis-lengyelországi lovagok égették fel a várost. Négy év múlva, 1329-ben Luxemburgi János cseh király és Werner von Orseln, a Német Lovagrend nagymestere ostromolta a várost, ami után a płocki hercegség cseh hűbérbirtok lett.
1351-1370 között a płocki hercegség Nagy Kázmér uralkodása alatt, megépültek a városfalak, új gótikus vár épült.
1405-ben Aleksandra hercegnő, II. Jagello Ulászló nővére és IV. Płocki Siemowit herceg felesége megalapította a mai napig működő Szentháromság-kórházat.1410-ben Płock képezte a fő utánpótlási bázist a Német Lovagrend elleni nagy háborúban.
1435-ben I. Płocki Vladiszláv megújította a város privilégiumát (chełmi jogok).
1495-ben az meghalt płocki fejedelem, II. Płocki János, a Płocki Fejedelemséget a lengyel koronához csatolták. Ekkor a város a Płocki vajdaság és sztarosztaság fővárosa lett. 1496-ban a város újabb jogot kapott, vízvezeték építésére. 1511-ben hatalmas tűzvész pusztította el a várat és a várost. Ezután, 1529-ben a sztarosztaság Sforza Bona királyné kezeibe kerül. 1532-ben a támpillérek eltávolítása nyomán összedőlt a városfalak egy része. 1534-ben Jan Alantsee polgármester városi vízvezetéket épít, élve a korábban kapott jogokkal.
1564-ben a város épületeinek száma elérte a 600-at, ez az akkori Varsóéval összemérhető szám volt. Ám 1603-ban súlyos járványban több, mint kétezer lakos halt meg. 1616-ban a 105 évvel korábbi eseményekhez hasonlóan ismét leégett leégett a város több, mint 70%-a. 1625-ben pedig újabb járvány szedett kétezer áldozatot.
1657-ben a svéd hadsereg pusztította el Płockot. 1705-ben ismét rombolások voltak a városban az északi háború idején. 1793-1816 között Lengyelország második felosztása után a város porosz megszállás alá került és kamara és helytartóság székhelye lett.
1803-1816 között bontották le a városfalakat és kapukat. 1806-ban a francia hadsereg Płockba indult. Egy évvel később, 1807-ben Płock a Varsói Hercegség egyik megyéjének fővárosa lett. 1811-ben az egykori Szentháromság templom épületében megnyílt a színház.
1816-ban Płock a Kongresszusi Lengyelország vajdasági székhelye lett. 1820-ban megalapították a Płocki Tudományos Társaságot. Négy évvel később, 1824-ben kiadták az első płocki folyóiratot a Dziedzilia – czyli Pamiętnik Płockit.
1825-ben I. Sándor cár meglátogatta Płockot. Ekkor már folytak az 1824-1827 között zajló építések, melynek során Jakub Kubicki felépítette a klasszicista városházát.
1831-ben a płocki városházán ülésezett utoljára a Lengyel Királyság forradalmi szejmje. 1837-ben Płock kormányzósági központ lett. Ekkor már építették a hidat a Visztulán. Az építkezés 1836 és 1839 között folyt. 1846-ban kezdték meg a gőzhajózást Visztulán.
1869-ben nyílt meg a Vasárnapi Kereskedelmi Iskola (az egyik első szakiskola Lengyelországban), amely jelenleg Gazdasági-Kereskedelmi Iskola. Ebben az évben volt az élelmiszer-kereskedők „Zgoda” szövetkezete megalakulása, ez az egyik első szövetkezet Lengyelországban.

## 1900-tól napjainkig
1906-ban gimnáziumot alapítottak a városban.
1920 augusztus-18-20 között Płockot hősiesen védték az orosz támadás ellen a lengyel–szovjet háború alatt Emiatt 1921. április 10-én Józef Piłsudski marsall a várost kitünteti a Krzyż Walecznychhel (Bátrak keresztjével).
1937 – 1938 – a Visztula állandó vasúti hídját építették. 1939-ben a várost a Harmadik Birodalomhoz csatolták, a ciechanówi helytartóság járási központjaként Schröttersburggá átnevezve. 1945-ben a lengyel hadsereg és a Vörös Hadsereg szabadította fel a várost a német uralom alól.
1951-ben a városban állatkert nyílt.
1959-ben döntés született a Mazóviai Petrolkémiai-Kőolajfinomító Vállalat megalapítására (később PKN Orlen). 1975-ben a város vajdasági székhely lett, új utak, iparvállalatok, a város gyorsan épül, jelentős népességnövekedés volt ekkor. 1991-ben a várost meglátogatta II. János Pál pápa.
1999-ben megtörtént Płock leminősítése járási székhellyé. 2007-ben átadták a második, – Szolidaritás hídat a Visztulán (Lengyelország leghosszabb kábelhídja).

## Nevezetességei
- Katedrális (1129-1144) eredetileg román, majd reneszánsz, jelenleg klasszicista
- Mazóviai Múzeum
- Egyházmegyei Múzeum
- Małachowianka: Lengyelország legrégibb iskolája
- Mariavitizmus katedrálisa (1911-1914) (Mariavitizmus: lengyel alapítású római katolikus apácarend)
- Plébániatemplom
- Isten szerető szíve templom
- Állatkert

## Płock városrészei
2004-es adatok:
| Lakó kerületek      | Terület (km²) | Népesség | Népsűrűség fő/km² |
| ------------------- | ------------- | -------- | ----------------- |
| Borowiczki          | 7,09          | 3650     | 514               |
| Ciechomice          | 5,55          | 1010     | 182               |
| Dobrzyńska          | 0,44          | 11 530   | 26 204            |
| Dworcowa            | 0,48          | 5010     | 10 437            |
| Góry                | 8,71          | 1550     | 1779              |
| Imielnica           | 2,72          | 2550     | 937               |
| Kochanowskiego      | 0,50          | 10 251   | 20 502            |
| Kolegialna          | 1,14          | 11 160   | 9789              |
| Łukasiewicza        | 2,24          | 13 900   | 6205              |
| Międzytorze         | 0,90          | 8190     | 9100              |
| Podolszyce Południe | 2,46          | 9030     | 3671              |
| Podolszyce Północ   | 2,84          | 9110     | 3207              |
| Pradolina Wisły     | 7,36          | 390      | 53                |
| Radziwie            | 7,42          | 3640     | 491               |
| Skarpa              | 1,28          | 10 060   | 7859              |
| Stare Miasto        | 0,53          | 5950     | 11 226            |
| Trzepowo            | 8,68          | 390      | 45                |
| Tysiąclecia         | 0,18          | 6150     | 34 167            |
| Winiary             | 6,13          | 1880     | 307               |
| Wyszogrodzka        | 2,52          | 8970     | 3560              |
| Zielony Jar         | 1,22          | 3470     | 2844              |

| Ipari városrászek | Terület (km²) |
| ----------------- | ------------- |
| Petrochemia       | 11,85         |
| Kostrogaj         | 5,82          |

## Testvérvárosok
- Darmstadt Németország
- Fort Wayne USA
- Forlì Olaszország
- Mažeikiai Litvánia
- Navapolack Fehéroroszország
- Auxerre Franciaország
- Bălți Moldova